# Gare de Saint-Jory
Gare de Saint-Jory vasútállomás Franciaországban, Saint-Jory településen.

## Vasútvonalak
Az állomást az alábbi vasútvonalak érintik:
- Bordeaux–Sète-vasútvonal

## Kapcsolódó állomások
A vasútállomáshoz az alábbi állomások vannak a legközelebb:
- Gare de Castelnau-d'Estrétefonds (Gare de Bordeaux-Saint-Jean, Bordeaux–Sète-vasútvonal)
- Gare de Fenouillet-Saint-Alban (Gare de Sète, Bordeaux–Sète-vasútvonal)
- Gare de Lacourtensourt